# Куц, Алексей Маркович
Алексе́й Ма́ркович Куц (16 марта 1919, Хрящёвка, Атбасарский уезд, Акмолинская область, РСФСР — 29 января 2015, Оренбург) — советский юрист, председатель Оренбургского областного суда (1958—1978); Заслуженный юрист РСФСР (1972).

## Биография
Родился в селе Хрящёвка Атбасарского уезда Акмолинской области (ныне — Атбасарский район, Акмолинская область, Казахстан).
Работал в колхозе в Казахстане. Окончил педагогическое училище, преподавал русский язык и литературу в школе. В 1939 году был призван в РККА, сапёром участвовал в советско-финской войне.
С началом войны был призван в армию. В 1942 году после фронтового ранения лишился ноги, был демобилизован.
В 1946 г. окончил Свердловский юридический институт. С января 1947 г. — судья Чкаловского областного суда. С октября 1956 по февраль 1958 г. — 1-й заместитель председателя Чкаловского / Оренбургского областного суда. С февраля 1958 по март 1978 г. — председатель Оренбургского областного суда.
Почётный член Союза юристов Оренбуржья, Совета ветеранов судей Оренбургской области.

## Награды и признание
- орден Красной Звезды
- орден «Знак Почёта» (1967)
- Заслуженный юрист РСФСР (1972)
- орден Отечественной войны I степени
- медаль «За заслуги перед судебной системой Российской Федерации» II степени[4]
- медаль «За заслуги перед Оренбургом» II степени (19.2.2009)[4][2]

## Память
- На здании Оренбургского областного суда в 2014 г. по решению Оренбургского городского Совета (4.3.2014) установлена мемориальная доска; в конференц-зале суда А. М. Куц принимал поздравления по случаю его 95-летия[5].